# North Sydney (Canada)
North Sydney (Schots-Gaelisch: Suidni A Tuath of Am Bàr) is een plaats en voormalige gemeente in de Cape Breton Regional Municipality van de Canadese provincie Nova Scotia. De plaats bevindt zich in de industriële regio van Cape Bretoneiland en ligt ten noorden van de stad Sydney.
North Sydney is een belangrijke zeehaven voor de eilanden in Oost-Canada en tegelijk het oostelijke eindpunt van het vastelandsgedeelte van de Trans-Canada Highway (die verder loopt op Newfoundland). De havenplaats wordt vaak als "toegangspoort van Newfoundland" bestempeld vanwege zijn veerverbindingen met de op het eiland gelegen plaatsen Channel-Port aux Basques en Argentia. De veerdiensten worden verzekerd door de Canadese Crown Company (overheidsbedrijf) Marine Atlantic, die daarmee een van de grootste werkgevers in de streek is.